# Xã Johnson, Quận Scott, Indiana
Xã Johnson (tiếng Anh: Johnson Township) là một xã thuộc quận Scott, tiểu bang Indiana, Hoa Kỳ. Năm 2010, dân số của xã này là 2.520 người.